# Alexander Jersgren
Alexander Jersgren (ur. 30 czerwca 1991) – szwedzki zapaśnik walczący w stylu klasycznym. Zajął dziesiąte miejsce na mistrzostwach Europy w 2018. Jedenasty na Igrzyskach europejskich w 2015. Zdobył dwa medale na mistrzostwach nordyckich w latach 2014 – 2015. Wicemistrz Europy juniorów w 2010 roku.